# Chelicerca jaliscoa
Chelicerca jaliscoa is een insectensoort uit de familie Anisembiidae, die tot de orde webspinners (Embioptera) behoort. De soort komt voor in Mexico (Jalisco).
Chelicerca jaliscoa is voor het eerst wetenschappelijk beschreven door Ross in 1984.